# Hieracium cyclum
Hieracium cyclum es una especie de planta con flor del género Hieracium, de la familia Asteraceae, orden Asterales.

## Distribución
Hieracium cyclum se distribuye por Suecia.

## Taxonomía
Fue descrita científicamente por (Dahlst.) Dahlst. Fue publicada en Herb. Hierac. Scandinav. Cent.